# Allosuctobelba japonica
Allosuctobelba japonica är en kvalsterart som beskrevs av Chinone 2003. Allosuctobelba japonica ingår i släktet Allosuctobelba och familjen Suctobelbidae. Inga underarter finns listade i Catalogue of Life.